# Marketing de gherilă

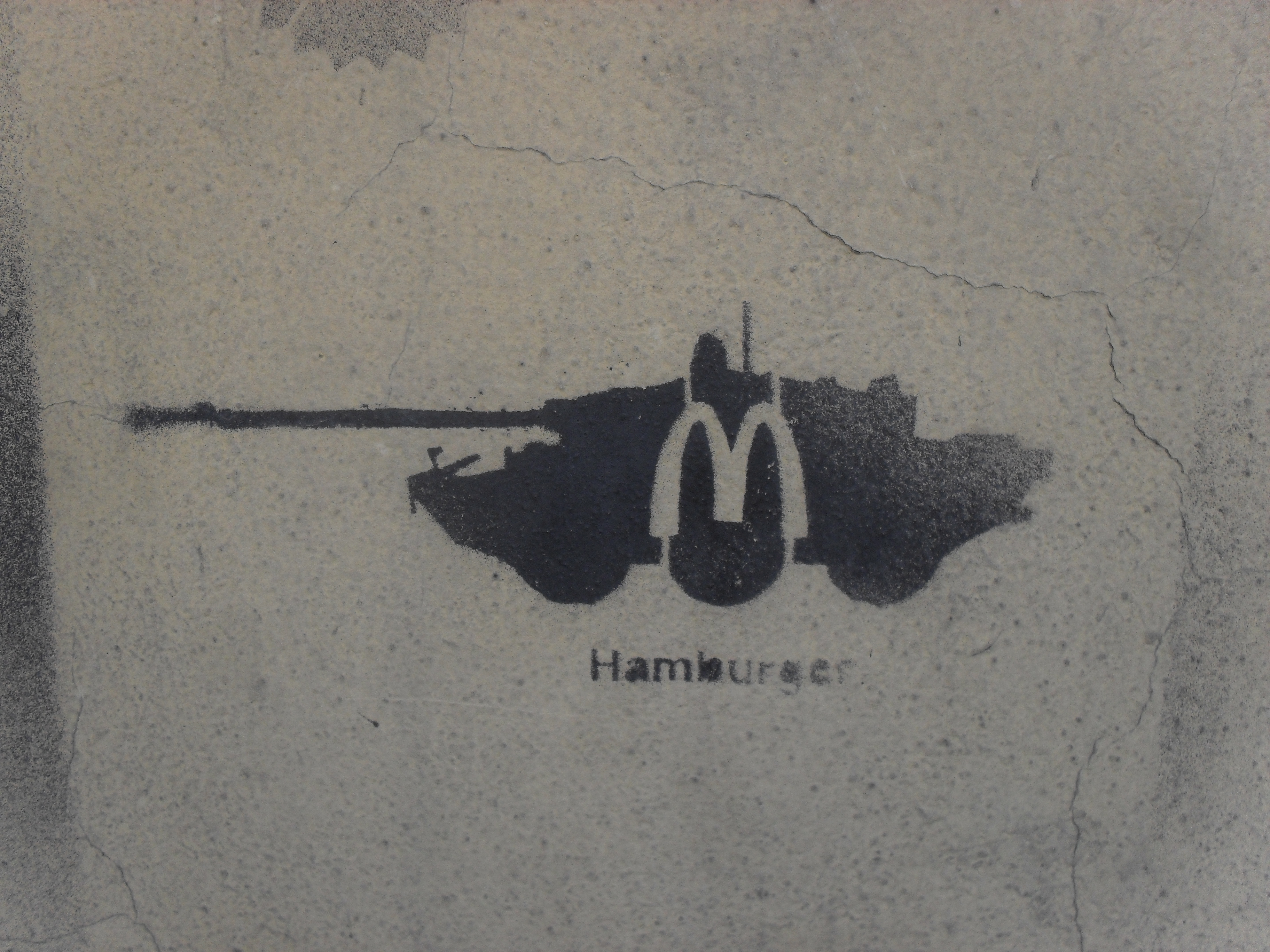
Marketing de gherilă pentru McDonald's

Marketingul de gherilă este o strategie publicitară prin care o companie folosește interacțiuni surpriză și / sau neconvenționale pentru a promova un produs sau serviciu.  Este un tip de publicitate.  Termenul a fost popularizat de cartea lui Jay Conrad Levinson, Guerrila Marketing din 1984.
Acest tip de marketing  folosește mai multe tehnici și practici pentru a stabili un contact direct cu clienții.  Unul dintre obiectivele acestei interacțiuni este acela de a provoca o reacție emoțională, iar scopul final este de a-i face pe oameni să-și amintească de produse sau mărci print-o modalitate diferită de cea obișnuită. 
Deoarece canalele media tradiționale de publicitate  — cum ar fi presa scrisă, radioul, televiziunea și publicitatea prin poștă   — își pierd popularitatea, afaceriștii și agențiile de publicitate trebuie să găsească noi strategii pentru a-și transmite mesajele comerciale către consumator. Marketingul de gherilă se concentrează pe luarea consumatorului prin surprindere pentru a crea o impresie bună despre produs sau marcă.  La rândul său, acest lucru răspândește zvonuri despre produsul comercializat. Acestă modalitate de publicitate duce la creșterea implicării consumatorilor și este menit să ofere o experiență de neuitat. Prin crearea unei experiențe de neuitat, crește, de asemenea, probabilitatea ca un consumator sau o persoană care a interacționat cu o campanie să le spună prietenilor despre produs. Astfel, prin recomandările clienților, produsul sau serviciul comercializat ajunge la mai multe persoane decât se prevedea inițial. 
Marketingul de gherilă este relativ ieftin și se concentrează mai mult pe atragerea consumatorului decât pe frecvență. Pentru a avea succes, companiile care folosesc această strategie de marketing nu trebuie să cheltuie o sumă mare de bani, totul de ce au ele nevoie este imaginația, energia și timp.   Prin urmare, marketingul de gherilă este eficient în cazul companiilor mici, în special atunci când ele sunt într-o competiție cu companiile mai mari.   
Mesajul destinat consumatorilor este deseori conceput în așa fel, încât să fie clar și concis. Acest tip de marketing funcționează și pe mintea inconștientă, deoarece deciziile de cumpărare sunt adesea luate de mintea inconștientă.  Păstrarea produsului sau serviciului în mintea incoștiență necesită o continuă repetare, așa că repetarea este inevitabilă în cazul în care se vorbește despre un produs și el este distribuit între prieteni.

## Etimologie
Termenul “marketing de gherilă” își trage originea din războiul de gherilă, care presupune folosirea unor tactici atipice pentru atingerea obiectivelor. În 1984, acest termen a fost introdus de către Jay Conrad Levinson, directorul de creație al companiei Leo Burnett, în lucrarea sa Guerrilla Marketing. Termenul propriu-zis se inspiră din  războiul de gherilă, luptă neconvențională practicată de un număr de civili înarmați care utilizează tactici obișnuite și mici. Efectuarea unei astfel de campanii de marketing presupune imaginație înaltă și energie. Acest tip de marketing se axează exculsiv pe luarea clienților prin surprindere, crearea unei impresii bune și în cele din urmă răspândirea zvonurilor despre un anumit produs prin recomandările clienților sau prin intermediul platformelor de social media. Marketingul de gherilă este perfect pentru companiile de dimensiuni mici sau mijlocii pentru a promova produse sau servicii pentru clienți, fără investirea banilor în publicitate. Acest tip de marketing a fost, de asemenea, folosit și de companiile mai mari pentru a arăta diferența dintre ei și concurenții lor și pentru a recurge la campaniile de social media. În ultima vreme, indivizii folosesc metode neconvenționale pentru căutarea unui loc de muncă sau pentru a lucra mai mult. În consecință, a apărut conceptul de marketing stradal. Acesta a evaluat de la aplicarea activităților pe străzi la dezvoltarea practicilor inovatoare de promovare . De exemplu, distribuția pliantelor este o metodă folosită de multe întreprinderi pentru promovarea produselor sau serviciilor pe străzi. Acestă metodă nu se axează pe creativitate, ci pe publicitate pe străzi. Cu toate acestea, cu trecerea timpului companiile au dezvoltat tehnici mai neconvenționale pentru atragerea atenției clienților .

## Tipuri

### Marketing ambiental
Comunicarea ambientală este o publicitate prezentată pe elemente ale mediului, pe aproape fiecare suprafață fizică disponibilă.   Aceasta este o compilație de inteligență, flexibilitate și utilizarea eficientă a atmosferei. Aceste tipuri de reclame pot fi găsite oriunde, de la uscătoare de mâini din băile publice și pompele de benzină până la curelele de mână pentru autobuz și cupe cu gaură pentru golf. 

### Marketing de ambuscadă
Marketingul de ambuscadă este o formă de marketing asociativ, utilizat de o organizație pentru a valorifica conștientizarea, atenția, bunăvoința și alte beneficii, generate de o asociere cu un eveniment sau o proprietate, fără ca acea organizație să aibă o legătură oficială sau directă cu acel eveniment sau proprietate. 
Acest tip de marketing se întâlnește de obicei la evenimente majore în care rivalii sponsorilor oficiali încearcă să construiască o asociație cu evenimentul și sporească gradul de conștientizare pentru mărcile lor, uneori ascuns. De exemplu, Nike în cadrul Jocurilor Olimpice de la Londra din 2012 a creat locuri „găsiți măreția voastră” în care au fost prezenți sportivi din mai multe locații numite Londra (dar fără a arăta adevărata Londra sau a se referi la Jocurile Olimpice), care avea scopul de a construi o asociere puternică între Jocurile Olimpice de la Londra și Nike.  

### Marketing în secret
Marketing în secret este un act deliberat de a intra, opera sau ieși dintr-o piață într-un mod ascuns, secretos, impereceptibil sau o încercare de a face acest lucru. 

### Marketing viral / buzz
Marketingul viral descrie orice strategie care încurajează indivizii să transmită un mesaj publicitar altora, creând potențialul de creștere exponențială în expunerea și influența mesajului. La fel ca virușii, astfel de strategii profită de multiplicarea rapidă pentru a transmite mesajul la mii, milioane de persoane. Ofline, marketingul viral a fost numit “gura lumii”, “crearea de zvonuri”, “manipularea media”, “marketing de rețea”. Însă online el este numit, de bine sau de rău, marketing viral. 
În mod similar, marketingul de buzz folosește mijloacele influente de informare în masă pentru a stimula oamenii să vorbească despre marcă sau produs.  Marketingul buzz funcționează mai bine atunci când reacțiile consumatorilor la un produs sau serviciu și susținerea ulterioară sunt autentice, fără necesitatea de a plăti pentru aceasta. Buzz-ul generat de campaniile de marketing buzz face referire la „WOM amplificat” (word-of-mouth), iar „WOM-ul organic” este atunci când buzz-ul apare în mod natural din partea consumatorului.  

### Marketing Grassroots
Campaniile Grassroots își propun să atragă clienții într-un mod individual. O campanie Grassroots de succes nu se referă la răspândirea mesajului publicitar, în speranța că posibilii consumatori sunt atenți, ci evidențiază mai degrabă o legătură personală între consumator și marcă și construiește o relație de durată cu marca. 

### Astroturfing
Astroturfing-ul este printre cele mai controversate strategii de marketing de gherilă și are un factor de risc ridicat pentru compania care comercializează produsul sau serviciul.  Astroturfingul provine din „ gazon ” artificial, adesea folosit în terenuri de tenis - cunoscut și sub denumirea de iarbă falsă. Prin urmare, aprobările, mărturiile și recomandările false sunt generate de Astroturfing în sectorul relațiilor publice.  Astroturfing-ul presupune generarea unui hype artificial în jurul unui anumit produs sau companie printr-o recenzie sau discuție pe bloguri sau forumuri online realizată de către o persoană care este plătită pentru a transmite o părere pozitivă. Acest lucru poate avea un efect negativ și dăunător asupra unei companii în cazul în care consumatorul suspectează că recenzia sau opinia nu este autentică, dăunând reputației companiei sau chiar mai rău, ducând la judecată.  

### Marketing stradal
Marketingul stradal folosește mijloace neconvenționale de publicitate sau de promovare a produselor și mărcilor în zonele publice. Principalul obiectiv este de a încuraja consumatorii să-și amintească și să menționeze marca sau produsul comercializat. Ca o diviziune a marketingului de gherilă, marketingul stradal este specific tuturor activităților de marketing desfășurate pe străzi și zone publice, cum ar fi parcuri, străzi, evenimente etc. Marketingul stradal cuprinde, de asemenea, publicitate în aer liber, cum ar fi la cărucioare de cumpărături, toalete publice, părți ale mașinilor sau ale transportului public, guri de canalizare, drumuri, coșuri de gunoi etc. 
Marketingul stradal nu se limitează la reclame fixe. Este o practică obișnuită ca organizațiile să folosească ambasadori ai mărcii care distribuie mostre de produse sau vouchere de reducere și care să răspundă la întrebări despre produs în timp ce pun accentul pe marcă. Ambasadorii mărcii pot fi însoțiți de un chioșc care conține mostre de produse sau materiale demonstrative sau pot purta un „panou publicitar”. Interacțiunea fizică cu consumatorii are o influență mai mare decât publicitatea pasivă tradițională. 
Prin marketingul stradal se înțelege atât mobilizarea spațiului străzilor, cât și a imaginației acestora: cea a culturii străzii și arta stradală.  Generația Y, formată în mare parte din tineri urbani (15 - 30 de ani), este adesea prezentată drept cea mai sensibilă țintă pentru campanii, datorită asocierii sale cu cultura străzii. 
Potrivit lui Marcel Saucet și Bernard Cova,  marketingul stradal poate fi utilizat ca termen general care cuprinde șase tipuri principale de activități: 
- Distribuția de fluturași sau produse

Această activitate este mai tradițională și este cea mai obișnuită formă de marketing stradal folosit de mărci. 
- Animații de produs

Aceasta constă în personalizarea unui spațiu cu trafic ridicat folosind imagini de marcă. Ideea este de a crea un micro-univers pentru a promova un nou produs sau serviciu. 
- Animații umane

Scopul unor astfel de acțiuni este de a crea un spațiu în care mesajul mărcii este comunicat prin intermediul activității umane. 
- Spectacole rutiere

Această formă de prezentare mobilă se bazează pe dezvoltarea mijloacelor de transport: taxi, bicicletă, Segway etc. 
- Acțiuni descoperite

Aceste activități implică personalizarea elementelor stradale. 
- Acțiuni de evenimente

Aceste activități iau forma unor spectacole, cum ar fi flash mob-uri sau concursuri. Ideea este de a promova un produs, un serviciu sau o valoare a mărcii prin organizarea unui eveniment public. 

## Procedura tipică
În primul rând, întreprinderile identifică locurile publice în care se poate dezvolta campania, cum ar fi plaje, evenimente culturale, zone apropiate de școli, evenimente sportive și zone de recreere pentru copii.  În continuare, companiile trebuie să elaboreze un plan pentru a se apropia de mediile diferite și de piața țintă.  Pentru a atrage atenția, evenimentele de marketing stradal nu implică doar activități neobișnuite, ci folosesc tehnologia ca parte a evenimentelor. Scopul este de a crește valoarea campaniilor și de a obține atenția potențialilor consumatori. 
În plus, planurile pe care companiile le dezvoltă iau în considerare faptul că marketingul de gherilă sau de stradă implică comunicare globală și interacțiune nu numai cu clienții sau mass-media.  De asemenea, sunt dezvoltate pentru a identifica oportunități și pentru a colecta suficiente informații despre produse, piețe și concurenți. De exemplu, pentru afaceri este importantă fidelitatea clienților, care să nu aleagă ofertele concurenților. Ei pun în aplicare strategii inovatoare cu care nu vor pierde poziția pe piață și iau în considerare suplimentarea cu alte reclame prin alte medii, cum ar fi radio și televiziune, atunci când folosesc marketingul stradal.     
Există diverse exemple de strategii care sunt utilizate în marketingul de gherilă. Una dintre ele este de a oferi oferte pentru creșterea vânzărilor. În multe cazuri, întreprinderile nu furnizează numai produsele sau serviciile lor pentru a fi recunoscute, ci oferă și alte lucruri gratuit. O altă instanță este prezentarea unei oferte de strângere de fonduri. Scopul acestei strategii este de a ajuta alte organizații, cum ar fi școlile, oferindu-le bani. Majoritatea companiilor implementează această metodă nu numai pentru a-și crește vânzările, ci pentru a-și îmbunătăți reputația și imaginea în rândul comunității. În cele din urmă, există o strategie numită „vânzare de echipă” care constă în grupuri conforme de oameni, majoritatea tineri, care merg la ușile diferitelor case dintr-un cartier. Scopul acestui fapt este de a ajuta companiile care își promovează și își vând produsele sau serviciile.     

Atunci când fac marketing de gherilă sau marketing stradal, organizațiile se concentrează și pe abordarea psihologică. Pentru multe companii, acest lucru determină dacă au succes sau nu. Marketingul stradal se concentrează asupra unor aspecte psihologice pentru a cunoaște comportamentul și preferințele clienților. De exemplu, anumite domenii psihologice studiază modul în care creierul oamenilor este împărțit: 45% din oameni au emisfera stângă mai dezvoltată , 45% pe cea dreaptă  iar 10% au emisferele dezvoltate in mod egal. Persoanele care își folosesc mai mult partea stângă a creierului tind să fie logice, cei ce folosesc partea dreaptă  tind să fie emoționali, iar restul le combină pe cele două. Apoi, în funcție de produsul sau serviciul pe care îl oferă întreprinderile și, de asemenea, de tipul de client, întreprinderile decid modul în care vor gestiona campaniile lor de marketing stradal. În plus, aproape toate întreprinderile își bazează campaniile de marketing stradal pe repetarea mesajelor pe care le răspândesc printre clienții lor. Repetarea este legată de partea inconștientă a minții. Aceasta este cea care se ocupă de luarea deciziilor. Aceasta permite oamenilor să știe ce vor alege, precum și ce vor cumpăra. Întreprinderile respectă principiul care stabilește că, cu cât mai mulți oameni acordă atenție campaniei, cu atât mai multe posibilități are acea campanie de a fi amintită. 
Atunci când o companie decide să desfășoare o campanie de marketing de gherilă care ar putea fi un act viral, ambiental, de ambuscadă, stradal sau de furt, obiectivul principal este îndeplinirea obiectivelor. Principalele obiective pentru acestea sunt: 
- De a răspândi zvonuri, ajutând marca să se remarce cu produsele sale.
- De a atinge majoritatea celor cinci identități senzoriale ale clientului / consumatorului, sporind experiența personală cu marca și construind o reputație bună.
- De a atinge ținta cu succes, prezentând zilnic marca.

Prin experiența și sentimentele efemere împărtășite între companie și țintă, agenții de publicitate și agențiile generează un sentiment de intimitate care rezonează dincolo de întâlnire. Acest sentiment de apropiere devine cu atât mai durabil cu cât persoanele afectate retrăiesc această întâlnire pe internet prin intermediul social media. 

## Strategia
Strategia de promovare a marketingullui de gherilă a fost  pentru prima dată identificată de către Jay Conrad Levinson în cartea sa Guerrilla Marketing (1984). Cartea descrie sute de „arme de marketing de gherilă ” utilizate la acea vreme. Adepții marketingului de gherilă trebuie să fie creativi în elaborarea metodelor de promovare neconvenționale pentru a menține interesul publicului pentru un produs sau serviciu. Levinson menționează că, atunci când se pun în aplicare tactici de marketing de gherilă, organizațiile mai mici și antreprenorii sunt de fapt în avantaj. Totuși, obiectivul final al comercianților este de a „satisface cerințele consumatorului”. În cartea The Guerrilla Marketing Handbook, autorii scriu: „... pentru a vinde un produs sau un serviciu, compania trebuie să stabilească o relație cu consumatorul. Trebuie sa vină în întâmpinarea nevoilor sale, să îi ofere încredere, sprijin și un produs ce respectă beneficiile promise. . . " 

## Marketingul de gherilă online
Pe internet circulă tot felul de exemple de marketing de gherilă, în cazul în care mulți dintre noi nu-i observă prezența, până când apare o campanie cu un succes deosebit. Dorința de gratificare instantanee a utilizatorilor de internet oferă o cale de marketing de gherilă, permițând întreprinderilor să combine marketingul de așteptare cu tactici de gherilă. Exemple simple constau în utilizarea paginilor„ de încărcare” sau texte în eticheta ALT a imaginilor pentru a afișa un mesaj de divertisment sau informativ utilizatorilor în așteptare pentru a accesa conținutul la care încearcă să ajungă. Este necesar și ușor șă le captezi atenția în acest fel, întrucât utilizatorilor nu le place să stea fără vreo ocupație pe o pagină web. Alte metode includ și folosirea unor opțiuni web interesante, cum ar fi direcționarea spre pagini anume de destinație. 
Multe strategii de marketing online folosesc, de asemenea, și rețele de socializare, cum ar fi Facebook și LinkedIn, pentru a începe campanii, cu caracteristici de partajare și găzduire de evenimente. Alte companii inițiază concursuri sau reduceri bazate pe încurajarea utilizatorilor de a partaja sau crea conținut legat de produsul lor. Înregistrările video devenite ulterior virale sunt o formă incredibil de populară de marketing de gherilă în care companiile filmează videoclipuri distractive sau surprinzătoare pe care utilizatorii de internet sunt predispuși să le distribuie, făcând astfel publicitate implicit unui serviciu sau produs de-al lor. Unele companii precum Google creează chiar elemente interactive precum jocurile tematice cu logo-ul Google pentru a stârni interesul și implicarea. Aceste tactici dinamice de marketing de gherilă pot deveni știri la nivel global și pot oferi întreprinderilor publicitate considerabilă. 

## Exemple
Sunt numeroase organizații care au pus în aplicare strategiile de marketing de tip gherilă și stradal. Majoritatea sunt întreprinderi mici, dar există și întreprinderi mari care s-au implicat în mediul de gherilă și de marketing stradal.  Printre cele mai multe exemple de strategii puse în acțiune atât de către întreprinderele mici cât și de cele mari se numără promovarea costumată a acesteia, distribuirea de bilete, la fel și furnizarea de mostre. După cum s-a menționat anterior, o metodă convențională a marketingului de gherilă, folosită de multe întreprinderi este de a oferi pliante. Scopul este de a spori gradul de conștientizare a clienților despre ceea ce întreprinderea face. Un astfel de exemplu a avut loc la Montpelier, Vermont, unde Institutul Culinar din New England (NECI) a trimis un grup de studenți la un cinematograf pentru a împărți 400 de pliante. Acele pliante includeau cupoane prin care NECI invita oamenii să meargă la cinele tematice lunare, oferite de ei. O altă companie este Kung-Fu Tai Chi Club din Boston, care a ales la fel opțiunea de a răspândi pliante în loc să-și plaseze reclame în ziare. Scopul acestora era de a  promova clasele de autoapărare a companiei destinate femeilor. 
Alte întreprinderi folosesc tactica de a trimite persoane deghizate pe străzi pentru a promova lucruri. De exemplu, site-ul match.com a organizat o activitate de marketing stradal în cadrul evenimentului „Feria del Libro” („Târgul de carte”) din Madrid. Astfel un bărbat costumat în prinț se plimba printre mulțime în căutarea „dragostei sale adevarate”. Avea un papuc din sticlă și chiar a ajuns să încerce pantoful pe unele persoane. În timp ce o femeie în spatele său dădea semne de carte oamenilor, pe care erau menționate mesaje precum „S-au schimbat vremurile; la fel și modul de-ați găsi jumătatea ”sau„ Ai citit povești de dragoste întreaga viață; creează-ți propria experiență pe Match.com ”. De asemenea, la Madrid și Barcelona, Nokia a desfășurat o campanie numită „Avestruz” („Struț”), scopul acesteia fiind promovarea modelelor de telefon 5500 și 5700. În cadrul campaniei, un grup de marionete în formă de struț de dimensiuni reale a încercat să interacționeze cu tineri pentru a-i informa că aceste modele de telefoane oferă o redare MP3 de înaltă calitate. Marionetele își țineau propriile telefoane și ascultau muzică. Când un tânăr apărea, marioneta încerca să-i atragă atenția pentru a-i arăta calitatea telefonului mobil. Motivul pentru care Nokia a decis să folosească marionete în formă de struț a fost că acestea sunt animale de dimensiuni mari, prin urmare oamenilor le va fi ușor să le observe. 
Sunt întreprinderi care oferă bilete sau permise de acces la diferite evenimente. De exemplu, compania Sony alocă investiții pentru a angaja promotori și le spune acestora să se infiltreze în cadrul manifestelor publice. Ceea ce trebuie ei să facă este să distribuie bilete gratuite la concerte sau alte evenimente muzicale sponsorizate de companie. Un alt exemplu ar fi compania spaniolă Clickair (o filială a companiei aeriene Iberia), care a desfășurat o campanie conform căruia un grup de cinci persoane a trebuit să meargă pe străzile din Barcelona costumate în moneda euro. Grupul urma să ofere aproximativ 3.000 de bilete pentru a promova diferite destinații Clickair. Primele persoane care au trimis un mesaj de tip text cu informațiile solicitate urmau să primească bilete gratuite pentru a pleca într-o călătorie. Totuși, până la urmă, compania a primit un număr de 3,390 de mesaje. Pe lângă aceste exemple, există și alte tehnici de marketing stradal, care sunt și mai neobișnuite. Compania franceză Lee Jeans, dedicată vânzării de blugi, a promovat deschiderea noului lor magazin pe strada Rue des Rosiers din Paris. Metoda pe care au aplicat-o a constat în distribuirea de blue-jeans, precum și altor accesorii din denim, pe diferitele străzi ale cartierului. De altfel, în Italia, membrii firmei Nintendo au pus în acțiune o campanie în care au folosit notițe autoadezive „post-it” pentru a promova consola de jocuri video Wii. Aceste post-it-uri au fost taiate sub forma unor caractere din diferite jocuri video. Imaginile respective erau plasate ca și cum ar fi fost panouri publicitare pe străzi.  Numele campaniei „Wii not forget” și o scurtă explicație a acesteia, au fost cuvintele scrise pe acele notițe autoadezive. În unele cazuri, o anumită comercializare stradală poate stârni furia autorităților locale; un bun exemplu ar fi cazul din orașul Houston, Texas, când agenția publicitară a companiei BMW (Street Factory Media din Minneapolis) a atașat o reproducere, realizată din polisteren expandat, a unui Mini-Cooper pe o parte a unei clădiri din centrul orașului.  În schimbul unei amenzi oarecum mici, emisă de autoritățile locale, compania s-a bucurat de publicitate pe prima pagină a ziarului „Houston Chronicle”.  
Sony Ericsson a apelat în anul 2002 la așa-zisul marketing  sub acoperire, când a angajat 60 de actori în zece mari orașe și i-au pus pe aceștia să acosteze oameni necunoscuți întrebându-i: „Ați putea să-mi faceți o poză?” Actorul înmâna apoi persoanei vizate un telefon cu cameră nou-nouț, în timp ce-i vorbea despre cât de mișto este noul său dispozitiv. „Și astfel un gest de politețe a fost transformat într-un eveniment de branding. 
Marketingul de gherilă nu este folosit doar de companiile mici. Însă, pentru companiile mari este o strategie riscantă și eficientă. Dacă această strategie are succes poate domina piață, însă dacă eșuează , ar putea afecta negativ imaginea de brand a companiei. Una dintre campaniile de marketing de gherilă de succes este „Mașina fericirii” Coca-Cola. În Ianuarie 2010, Coca-Cola, cu ajutorul agenției de marketing Definition 6, a filmat un videoclip în care a înregistrat reacțiile studențiilor de la Universitatea St Jhon în momentul în care primeau pe neașteptate 'doze' de fericire de la un distributor automat de Cola. Un distributor automat aparent normal a surprins studenții, distribuind mai multe produse decât ceea ce au plătit. Studenții au primit bunătăți, de la doze de Coca Cola în plus, pizza, flori, până la un sandwich de 12 metri. „Scopul companiei Coca-Cola a fost acela de a inspira consumatorii prin mici gesturi surprinzătoare de fericire”, a declarat Paul Iannacchino Jr., Director Creativ, de la Definition 6. Cu un buget de doar 60.000 USD, videoclipul a produs 500.000 de vizualizări doar în prima săptămână, și în momentul de față are peste 7 milioane de vizualizări. Campania a fost atât de populară încât cortometrajul a fost redus la 30 de secunde în ultimul sezon American Idol .      „Mașina fericirii” de la Coca-Cola a primit prestigiosul premiul  Gold Interactiv Award CLIO la cea de-a 51-a cină anuală de premii organizată în New York. După succesul campaniei, Coca-Cola a decis să continue cu tema „Fericirii” și a lansat videoclipuri asemănătoare de atunci. 

Din cauza naturii marketingului de gherilă, mesajul și obiectivul trebuie să fie definite în mod clar pentru a nu fi înțelese greșit. Interpretarea greșită din partea publicului căruia este destinat mesajul promovat, este un risc. Publicitatea prin recomandare nu este întotdeauna suficient de concentrată pe, prezentarea mesajului dorit. Strageria de marketing prin recomandări nu se mai poate modifica o dată ce este lansată și poate produce o reprezentare greșită a mesajului sau confuzie în legătura cu brandul respectiv. 
Un alt risc iar fi evenimentele prost sincronizate (sau plasate în mod greșit) care pot fi percepute ca fiind împotriva intereselor consumatorului. De exemplu, într-o promoție prost concepută, care a avut loc pe 31 ianuarie 2007, mai multe plăci de circuite magnetice - fiecare având desene animate cu LED-uri intermitente - au fost lipite pe suprafețe metalice în orașul Boston, Massachusetts, pentru a promova seria animată, Aqua Teen Forța foamei .Plăcile de circuit au fost înterpretate greșit, și lumea credea că acestea sunt dispozitive explozive . Mai multe stații de metrou; poduri; iar o parte din Interstate 93 au fost închise pentru ca poliția să analizeze aceste panouri care au fost: fie eliminate, fie distruse (în unele cazuri). 
Unele forme de marketing de gherilă pot irita autoritățile locale. Astfel, riscurile acestor forme sunt evaluate și acestea pot fi considerate în continuare interesante. Așa s-a întâmplat în Houston, Texas, când agenția publicitară BMW Auto, Street Factory Media, a expus o replică a unui Mini- Cooper (realizată de Styrofoam ), pe partea laterală a unei clădiri din centrul orașului, în luna Ianuarie din 2013.  Din cauza costurilor reduse ale unei amenzi emise de autoritățile orașului, compania a primit publicitate pe prima pagină în Houston Chronicle . 
O altă problemă apare în momentul în care marketerii nu reușesc să efectueze corect o campanie sub acoperire, și aceasta ar putea cauza reacții negative. Un exemplu în acest sens poate fi găsit în fiascoul on-line a lui Sony Entertainment cu Zipatoni. Compania a încercat să promoveze Zipatoni printr-o campanie de marketing ascunsă, care a fost detectată rapid de comunitatea online, și a cauzat imediat o reacție negativă asupra companiei Sony din partea entuziaștilor de jocuri video. 
Arta de stradă este astfel o activitate subversivă, ocuparea locurilor publice și inventarea unor forme de exprimare destul de paradoxale care modifică modalitățile de comunicare,  toate fiind surse de inspirație practice de marketing stradal. Astfel, marketingul în stradă, fiind  inspirat din munca unor astfel de artiști, aduce de la sine constrângeri și riscuri legale de care agențiile și agenții de publicitate nu sunt pregătiți de obicei.  Problema principală este că, prin definiție, campaniile de mobilizare stradală necesită utilizarea spațiului public, iar utilizarea acestora trebuie să fie autorizată de autoritățile guvernamentale pentru a fi legală. Acest lucru este valabil atât pentru operațiuni simple precum distribuirea unor pliante, cât și pentru mobilizarea produselor sau a oamenilor și, desigur, printr-o campanie ascunsă. 
Autorizațiile necesare pentru desfășurarea unei astfel de campanii sunt adesea foarte greu de obținut în timpul alocat pentru realizarea planului. Numeroase potențiale operații nu au reușit să obțină autorizarea din motive de siguranță, iar în anumite zone urbane este chiar interzisă întreprinderea unei campanii de comercializare a gherilelor. În astfel de cazuri, multe agenții și agenți de publicitate vor merge pur și simplu în fața operațiunii, ceea ce înseamnă că vor alege să acționeze fără autorizație.  Cum se ajunge la o astfel de alegere și pe ce baze? Cum se justifică? Ce impact are această alegere asupra performanței și a costurilor operațiunii? Ce transformări aduce această alegere în relația agenție-agent de publicitate? Acestea sunt principalele întrebări puse în dezvoltarea operațiunilor de marketing stradal astăzi.  

## Prețuri accesibile
Într-o economie în declin, marketingul de gherilă este o soluție din ce în ce mai utilizată pentru a oferi companiilor avantaje față de celălalte firme. În perioadele în care companiile reduc costurile, acestea consideră marketingul de gherilă ca pe o strategie mai ieftină decât marketingul obișnuit. În loc să investească bani în procesul de marketing, gherilele investesc energie, timp și creativitate.  Dacă acest proces este realizat cu succes, companiile vor putea atinge obiective obișnuite de profit și creștere cu un buget de marketing mai mic. Un astfel de exemplu este Proiectul Blair Witch . Un grup de studenți de film au realizat un film de groază la nivel amator, înființând o campanie pe internet dedicată răspândirii zvonurilor despre fictiva „Blair Witch”, prin urmare aceasta a indus interesul multor persoane de film. Cu un buget de 50.000 de dolari, filmul a avut incasări de 250 de milioane de dolari în toată lumea. 
Potrivit lui Jay Levinson, marketingul de gherilă pune accent puternic pe urmărirea clienților, decât pe ignorarea clienților după ce aceștia au cumpărat. Concentrarea pe urmărirea clienților este o strategie mai ieftină, deoarece costul vânzării al unui nou client este de șase ori mai mare decât cel al vânzării către un client existent. În timpul unei economii aspre, este important să ne concentrăm mai mult pe construirea relațiilor,  decât pe vânzări, și să vizăm indivizi decât grupuri. Acest lucru promovează vânzările repetate, recomandările și creșterea achizițiilor. Utilizarea telefonului ca instrument de urmărire este utilă în îmbunătățirea relațiilor cu clienții. E-mailul este, de asemenea, un alt instrument ieftin pentru menținerea relațiilor deoarece acestea pot fi folosite pentru a redirecționa oamenii către site-ul companiei. Site-ul poate fi apoi utilizat pentru a furniza informații și pentru a obține mai multe vânzări. 
Onestitatea este o calitate importantă în campaniile de marketing desfășurate în perioade economice dificile. Atunci când companiile demonstrează că sunt pe deplin conștiente de situația economică și justifică prețurile produselor lor, câștigă respectul clientului. Explicarea situației actuale, precum și riscurilor sau pașilor pe care compania îi întreprinde ținând cont de clienți le va oferi acestora siguranță și, de asemenea, își va menține încrederea. Un exemplu este consiliul de turism din Las Vegas, în perioada recesiunii din 2008, Las Vegas a fost unul dintre cele mai afectate orașe. Aceștia au lansat o campanie publicitară care a demonstrat în mod drastic, că ei erau pe deplin conștienți de recesiune și „că oamenii obișnuiți vin în Las Vegas și se distrează pe cinste”. Acest lucru a stârnit mult interes, ceea ce a indus o creștere a turismului în Las Vegas în timpul recesiunii. 